# Grimm (televisieserie)
Grimm is een Amerikaanse televisieserie uit 2011 die werd gemaakt in opdracht van zender NBC en bedacht door Jim Kouf en David Greenwalt. De serie werd in de VS op 28 oktober 2011 voor het eerst uitgezonden. In Vlaanderen werd de serie sinds 15 april 2012 bij 2BE uitgezonden, in Nederland startte RTL 5 op 3 januari 2013 met seizoen 1. De uitzendingen stopten echter plots na de tweede aflevering van het tweede seizoen. De serie (alle 6 seizoenen) is beschikbaar op Prime.
De serie gaat over politierechercheur Nick Burkhardt in Portland, Oregon die ontdekt dat hij een zogenaamde Grimm is, iemand die jaagt op Wesen (Duits voor wezens), allerhande wezens die eruitzien en leven als doodgewone mensen, maar een Grimm kan zien wat ze in werkelijkheid zijn. Niet alle Wesen zijn slecht. De wezens zijn veelal geïnspireerd op de wezens die voorkomen in de sprookjes van de gebroeders Grimm.

## Rolbezetting

### Hoofdrollen
- David Giuntoli als rechercheur Nick Burkhardt. Nick is de hoofdpersoon in de serie. Hij werkt bij de afdeling Moordzaken van de politie in Portland. Zijn tante Marie vertelt hem dat hij afstamt van een eeuwenoude lijn van jagers, genaamd Grimms. Deze Grimms jagen op Wesen. Na de dood van zijn tante wordt Nick een Grimm en kan hij Wesen zien. Adalind neemt hem zijn krachten af door in de gedaante van Juliette het bed met hem te delen. Hierbij raakt Adalind zwanger, waardoor Nick vader wordt van een zoon genaamd Kelly. Hij krijgt zijn krachten terug door het bed te delen met Juliette in de gedaante van Adalind. Als Juliette een Hexenbiest wordt, gaat het slechter tussen hen. Nadat Juliette wordt neergeschoten, gaan hij en Adalind samenwonen op een nieuwe locatie.
- Russell Hornsby als politierechercheur Hank Griffin. Hij is de partner van Nick bij de afdeling Moordzaken. Hij is geen Wesen of Grimm (Kehrseite) en kan niet zien wat Nick ziet. Hij weet niets af van Wesen totdat Nick hem erover vertelt (Kehrseite sliche Kennen) in het begin van seizoen twee. Voor de start van de serie heeft hij al 4 huwelijken achter de rug.
- Bitsie Tulloch als Juliette Silverton (seizoen 1 t/m 4) en Eve (seizoen 5 en 6). Juliette is de vriendin van Nick en een dierenarts. Ze is geen Wesen en weet niet dat Nick een Grimm is. Nick doet een huwelijksaanzoek, maar ze wijst hem af omdat hij dingen voor haar lijkt te verbergen. Aan het einde van seizoen 1 wil Nick vertellen wat er allemaal gebeurt en wat hij kan zien, maar ze raakt in een coma doordat ze gekrabd wordt door de kat van Adalind. Als ze uit de coma ontwaakt heeft ze last van selectief geheugenverlies en herinnert ze zich iedereen behalve Nick. Als Juliette in de gedaante van Adalind met Nick naar bed gaat om Nick weer een Grimm te laten worden, is er een bijwerking, waardoor ze een Hexenbiest, een heksachtige Wesen (letterlijk vertaald: Heksenbeest), wordt. Juliette wordt door Trubel neergeschoten met een kruisboog, waarna de geheime overheidsorganisatie HW, wat staat voor Hadrians Wall (Muur van Hadrianus), die tegen Black Claw vecht haar verandert in een krijger genaamd Eve.
- Silas Weir Mitchell als Monroe. Monroe is een wolfachtige Wesen, een Blutbad (Duits voor Bloedbad). Nick arresteert hem in de eerste aflevering omdat Nick hem ziet 'wogen' (van een menselijke gedaante in een Wesen overgaan). Monroe weet veel over Wesen en begint Nick te helpen met zaken en ze worden vrienden.[4] Vanwege het goede reukvermogen van Blutbaden wordt Monroe ook soms ingezet om personen op te sporen. Als hij Nick helpt met een zaak, ontmoet hij Rosalee, met wie hij later een relatie krijgt en trouwt.
- Sasha Roiz als politiecommissaris Renard en de baas van Nick en Hank. Hij is een Zauberbiest (letterlijk vertaald: Toverbeest). Renards moeder is een Hexenbiest die vreemdging met zijn koninklijke vader. Zijn moeder nam hem mee naar Amerika om hem te beschermen tegen de wraak van zijn vader.
- Reggie Lee als Sergeant Wu, een politieagent in uniform die samen met Nick en Hank werkt. Net als Hank is hij een Kehrseite en wordt hij in de loop van de serie een Kerseite slich Kennen.
- Bree Turner als Rosalee Calvert (bijrol seizoen 1, vaste rol vanaf seizoen 2). Ze is een Fuchsbau, een vosachtige Wesen, die de kruidenwinkel van haar broer overneemt nadat hij vermoord is. Zij en Monroe (met wie ze een relatie krijgt) helpen Nick met informatie over en, indien nodig, medicijnen voor Wesen, als Nick met Wesen- en aanverwante problemen te maken krijgt. Ze krijgt een relatie met Monroe, wie ze ontmoet als hij Nick helpt bij een zaak. Ze trouwt met hem en raakt zwanger van een drieling.
- Claire Coffee als Adalind Schade (bijrol seizoen 1 en deels seizoen 2, vaste rol vanaf deels seizoen 2). Ze is advocate en een Hexenbiest. In seizoen 1 probeert ze Nicks tante Marie te vermoorden. Nick ontneemt haar haar gave, waardoor ze haar kat Juliette laat krabben, waardoor Juliette in een coma raakt. Later krijgt ze haar gaven terug door het ondergaan van de Contaminatio Ritualis. Ze krijgt een dochter met Sean Renard, genaamd Diana. Ze ontneemt Nicks gave door in de gedaante van Juliette het bed met hem te delen, waarbij ze zwanger van hem wordt en een zoon krijgt genaamd Kelly. Ze gaat samenwonen met Nick.

### Bijrollen[5]
- Danny Bruno als Bud Wurstner. Bud is een Eisbiber, een Wesensoort die snel bang is en lijkt op een bever. Hij heeft een eigen reparatiebedrijf en repareert de koelkast van Nick en Juliette, waarbij ze elkaar leren kennen. Ze raken bevriend. Bud heeft een vrouw en kinderen.
- Kate Burton als Marie Kessler, de tante van Nick. Na de moordaanslag op de ouders van Nick, is Nick door Marie opgevoed. Nick erft de caravan van zijn tante na haar dood.
- Mary Elizabeth Mastrantonio als Kelly Burkhardt. Ze is de doodgewaande moeder van Nick. In werkelijkheid overleed haar vriendin en werd zij voor haar aangezien, omdat er geen identificatiemogelijkheden waren. Nick ontmoet haar weer tijdens een gevecht met een van de moordenaars van zijn vader en moeders vriendin in zijn zoektocht naar de "Gouden munten van Zakynthos". Ze vertrekt met de munten om ze te vernietigen en keert terug naar Portland als onafhankelijke agent voor het verzet tegen de koninklijke families in opdracht van Sean met Adalind en Diana die ze naar Nick brengt. Ze vertrekt weer en neemt Diana mee en voedt haar op. Als Juliette een Hexenbiest wordt lokt ze Kelly in de val en wordt ze gedood door de Verrat, haar hoofd wordt achtergelaten in een doos in Nicks huis.
- Hannah R. Loyd als Diana als kind. Diana is het kind van Adalind (Tijdens de zwangerschap werd ze door de Contaminatio Ritualis weer een Hexenbiest) en Sean (onderdeel van de koninklijke familie en een Zauberbiest). Door deze combinatie heeft zij uitzonderlijke krachten en volgens de profetie is ze de "Shaphat". Sean geeft haar mee aan de moeder van Nick, ook een grimm, zodat zij haar op kan voeden. De Koninklijke Familie krijgt haar in handen, maar snel daarna is ze weer in handen van het verzet.
- Chris Mulkey als Bart, de vader van Monroe. Hij is een Blutbad.
- Dee Wallace-Stone als Alice, de moeder van Monroe. Zij is een Blutbad.
- Jaime Ray Newman als Angelina Lasser, de ex-vriendin van Monroe en een Blutbad. Ze wordt neergeschoten.
- Louise Lombard als Elizabeth Lascelles, de moeder van Sean Renard. Ze is een Hexenbiest en brengt haar zoon tot leven nadat hij neergeschoten is. Toen Sean 5 was, moest ze met hem vluchten naar Portland.
- Jessica Tuck als Catherine Schade, de moeder van Adalind. Ze is net als Adalind een Hexenbiest. Ze raakt dodelijk gewond in een gevecht met Kelly Burkhardt.
- James Frain als Eric Renard. Hij is een prins van de Koninklijke Familie en de halfbroer van Sean Renard. Hij sterft door een bomaanslag waartoe Sean als vergeldingsmaatregel opdracht gaf.
- Alexis Denisof als Viktor Albert Wilhelm George Beckendorf. Hij is een prins van de koninklijke familie en de opvolger van Eric Renard na de moordaanslag op hem.
- Nico Evers-Swindell als Kenneth. Kenneth is een prins van de koninklijke familie en volgt Viktor op. Hij wordt gedood door Nick, nadat hij Nicks moeder heeft laten vermoorden.
- Dan Kremer als Koning Frederick. Hij is de koning van de koninklijke familie.
- Christian Lagadec als Sebastien. Sebastien werkt in het kasteel van de koninklijke familie en werkt in het geheim voor Sean Renard en het verzet.
- Robert Blanche als Sergeant Franco. Hij is politieagent in uniform in Portland.
- Sharon Sachs als Dr. Harper. Ze is de patholoog-anatoom bij de politie in Portland.
- Jacqueline Toboni als Theresa Rubel (Trubel). Ze woonde in een instelling na de dood van haar ouders, waar ze wegliep. Ze is de dader in een moordzaak in Portland en als Nick haar arresteert komt hij erachter dat ze een Grimm is. Ze weet niet wat dat is en Nick vertelt haar wat hij weet. Als Sean Renard wordt neergeschoten in Nicks huis en ze de aanvaller doodt, wordt ze door een FBI-agent ontvoerd en gerekruteerd door HW.
- Mary McDonald-Lewis als Frau Pech. Frau Pech helpt Adalind uit te zoeken hoeveel haar baby waard is.
- Shohreh Aghdashloo als Stefania Vaduva Popescu. Ze is een Hexenbiest en de leider van de roma. Ze vermoordt Frau Pech voor het ritueel waarbij Adalind haar krachten terugkrijgt.
- Damien Puckler als Meisner. Meisner is een onafhankelijke agent die samenwerkt met het verzet. Hij helpt Adalind bij haar eerste geboorte en is verantwoordelijk voor de bomaanslag op de halfbroer van Sean (op verzoek van Sean). Hij leidt later de afdeling van HW in Portland. Bonaparte laat hem pijnlijk doodgaan, maar Renard kan dat niet aanzien en verlost hem uit zijn lijden.
- Philip Anthony-Rodriguez als Marcus Rispoli. Hij wordt gepromoveerd tot leider van de Verrat. Later is hij een hooggeplaatste medewerker binnen Black Claw.
- Shaun Toub als Conrad Bonaparte, oprichter van Black Claw. Diana laat Sean Conrad doden met een zwaard.
- Bailey Chase als Lucien Petrovitch. Hij is een hooggeplaatste medewerker binnen Black Claw.
- Michael Sheets als Andrew Dixon, kandidaat voor het burgemeesterschap van Portland. Hij wordt vermoord door Black Claw, waarna Sean wordt overgehaald om zijn plaats in te nemen.
- Anne Leighton als Rachel Wood. Rachel zit in het campagneteam van burgemeester-kandidaat Andrew Dixon en later in die van Sean, als hij de plaats inneemt van de inmiddels overleden Dixon. Ze werkt in het geheim voor Black Claw. Tijdens de campagne van Sean worden de twee verliefd op elkaar. Diana ziet haar echter als een bedreiging en doodt haar.
- Douglas Tait als Zerstörer in originele gedaante en Wil Traval als Zerstörer in menselijke gedaante. Zerstörer is de 'duivel' en op zoek naar Diana.
- Spencer Conway als Alexander. Hij werkt voor de Wesenraad.
- Nurmi Husa als De Groot, de voorzitter van de Wesenraad.

## Seizoen 1 (2011-2012)
| Nr. | #  | Titel                     | Regie           | Script                                           | Datum uitzending |
| --- | -- | ------------------------- | --------------- | ------------------------------------------------ | ---------------- |
| 1 | 1  | Pilot                     | Marc Buckland   | David Greenwalt & Jim Kouf and Stephen Carpenter | 28 oktober 2011  |
| Na de dood van een lokale studente ontdekt politierechercheur Nick Burkhardt uit Portland dat hij afstamt van een eeuwenoude bloedlijn van elitejagers met speciale gaven, ook bekend als Grimms. Na een verdwijning heeft hij een verdachte op het oog en komt er door zijn gave snel achter dat het om een Blutbad gaat, een wolfachtige Wesen. Hij blijkt onschuldig maar helpt Nick de ware dader te vinden en het meisje te redden. Ondertussen proberen andere Wesen zijn tante, die eveneens een Grimm is, te doden. Ze belandt in kritieke toestand in het ziekenhuis. Openingsquote: "The wolf thought to himself, what a tender young creature. What a nice plump mouthful..." |    |                           |                 |                                                  |                  |
| 2 | 2  | Bears Will Be Bears       | Norberto Barba  | David Greenwalt & Jim Kouf                       | 4 november 2011  |
| Een jongeman verdwijnt nadat hij samen met zijn vriendin inbrak in een afgelegen huis. Als de vriendin verhaal haalt bij de eigenaren van het huis verdwijnt ze ook. De bewoners blijken Jägerbären te zijn, beerachtige Wesen die van jagen houden en het stel wil gebruiken in een voorouderlijke jachttraditie. Nicks tante Marie loopt gevaar in het ziekenhuis en Nick vraagt Monroe haar te beschermen. Openingsquote: "She looked in the window, and then peeped through the keyhole; seeing nobody in the house, she lifted the latch." |    |                           |                 |                                                  |                  |
| 3 | 3  | Beeware                   | Darnell Martin  | Cameron Litvack & Thania St. John                | 11 november 2011 |
| Twee advocates worden vermoord met bijengif. Nick krijgt opdracht een derde advocate, Adalind, te beschermen. Openingsquote: "She'll sting you one day. Oh so gently, so you hardly even feel it. 'Til you fall dead." |    |                           |                 |                                                  |                  |
| 4 | 4  | Lonelyhearts              | Michael Waxman  | Alan DiFiore & Dan E. Fesman                     | 18 november 2011 |
| De moord op een jonge vrouw leidt naar een serieverkrachter. De dader blijkt Ziegenvolk te zijn, geitachtige Wesen die een onweerstaanbare charme hebben, vooral voor vrouwen. Deze wesen maakt misbruik van zijn gave door vrouwen te misbruiken en wanneer Nick hem op het spoor komt raakt hij zwaargewond tijdens een vluchtpoging en wordt hij gearresteerd. Openingsquote: "There she paused for a while thinking... but the temptation was so great that she could not conquer it." |    |                           |                 |                                                  |                  |
| 5 | 5  | Danse Macabre             | David Solomon   | David Greenwalt & Jim Kouf                       | 8 december 2011  |
| Een muziekleraar wordt gedood door ratten. Een rattenvanger en zijn zoon worden verdacht. Openingsquote: "Out they scampered from doors, windows and gutters, rats of every size, all after the piper." |    |                           |                 |                                                  |                  |
| 6 | 6  | The Three Bad Wolves      | Clark Mathis    | Naren Shankar & Sarah Goldfinger                 | 9 december 2011  |
| De moord op twee broers brengt een oude bloedvete aan het licht. Openingsquote: "Little pig, little pig, let me come in,' said the wolf to the pig. 'Not by the hair of my chinny chin chin,' said the pig to the wolf." |    |                           |                 |                                                  |                  |
| 7 | 7  | Let Your Hair Down        | Holly Dale      | Sarah Goldfinger & Naren Shankar                 | 16 december 2011 |
| Een drugskweker diep in de bossen neemt twee tieners gevangen die hem betrappen, maar wordt dan door iets gedood. Het spoor leidt naar een onopgeloste verdwijningszaak van een jong meisje negen jaar eerder. Nick vraagt Monroe om hulp bij de zaak. Openingsquote: "The enchantress was so hard-hearted that she banished the poor girl to a wilderness where she had to live in a miserable, wretched state." |    |                           |                 |                                                  |                  |
| 8 | 8  | Game Ogre                 | Terrence O'Hara | Cameron Litvack & Thania St. John                | 13 januari 2012  |
| Een ex-gedetineerde vermoordt de rechter en aanklager achter zijn veroordeling. Zijn volgende doelwit is Nicks partner Hank, die de man destijds arresteerde. Openingsquote: "Fee fi fo fum... I smell the blood of an Englishman." |    |                           |                 |                                                  |                  |
| 9 | 9  | Of Mouse and Man          | Omar Madha      | Alan DiFiore & Dan E. Fesman                     | 20 januari 2012  |
| Een gewelddadige man wordt vermoord teruggevonden in een vuilniscontainer nadat hij zijn vriendin sloeg. Zij en twee buren die haar kwamen helpen worden verdacht. Openingsquote: "I am impelled not to squeak like a grateful and frightened mouse, but to roar...." |    |                           |                 |                                                  |                  |
| 10 | 10 | Organ Grinder             | Clark Mathis    | Akela Cooper & Spiro Skentzos                    | 3 februari 2012  |
| Als een jonge zwerver, bij wie bijna al het bloed is afgetapt, wordt teruggevonden, komt Nick een organenhandel op het spoor. Openingsquote: "We shall see the crumbs of bread... and they will show us our way home again." |    |                           |                 |                                                  |                  |
| 11 | 11 | Tarantella                | Peter Werner    | Alan DiFiore & Dan E. Fesman                     | 10 februari 2012 |
| Nick en Hank komen een jonge vrouw op het spoor die om de vijf jaar in korte tijd drie jongemannen vermoordt en leegzuigt. Openingsquote: "Instantly, the priestess changed into a monstrous goblin-spider and the warrior found himself caught fast in her web." |    |                           |                 |                                                  |                  |
| 12 | 12 | Last Grimm Standing       | Michael Watkins | Cameron Litvack & Thania St. John                | 24 februari 2012 |
| De gruwelijke moord op een bejaard koppel brengt Nick op het spoor van gladiatorengevechten in het criminele gokcircuit. Openingsquote: "The beasts were loosed into the arena, and among them, a beast of huge bulk and ferocious aspect. Then the slave was cast in." |    |                           |                 |                                                  |                  |
| 13 | 13 | Three Coins in a Fuchsbau | Norberto Barba  | Jim Kouf & David Greenwalt                       | 2 maart 2012     |
| Een opgepakte man lijkt meer te weten over de dood van Nicks ouders achttien jaar geleden. De drie gouden munten uit de oudheid waarnaar hij op zoek is worden teruggevonden in de maag van een muntenhandelaar. Ze schijnen de bezitter tot megalomanie aan te zetten. Openingsquote: "For me there are neither locks nor bolts, whatsoever I desire is mine." |    |                           |                 |                                                  |                  |
| 14 | 14 | Plumed Serpent            | Steven DePaul   | Alan DiFiore & Dan E. Fesman                     | 9 maart 2012     |
| Twee verkoolde mannen leiden naar een kluizenaar. Nick zet diens dochter in om hem te vinden, maar ze ontvoert zijn vriendin Juliette. Openingsquote: "Said the dragon, 'Many knights have left their lives here, I shall soon have an end for you, too,' and he breathed fire out of seven jaws." |    |                           |                 |                                                  |                  |
| 15 | 15 | Island of Dreams          | Rob Bailey      | Jim Kouf & David Greenwalt                       | 30 maart 2012    |
| Twee aan een speciaal kruid verslaafde mannen vermoorden de eigenaar van een kruidenwinkel. Diens zus, Rosalee Calvert, en Monroe helpen Nick hen te vinden. Openingsquote: "Soon he was so in love with the witch's daughter that he could think of nothing else. He lived by the light of her eyes and gladly did whatever she asked." |    |                           |                 |                                                  |                  |
| 16 | 16 | The Thing with Feathers   | Darnell Martin  | Richard Hatem                                    | 6 april 2012     |
| Als Nick en Juliette op reis gaan blijkt de man die naast hun vakantiehuis woont zijn vrouw gevangen te houden. Openingsquote: "Sing my precious little golden bird, sing! I have hung my golden slipper around your neck." |    |                           |                 |                                                  |                  |
| 17 | 17 | Love Sick                 | David Solomon   | Catherine Butterfield                            | 13 april 2012    |
| Nick en Juliette gaan op dubbeldate met Hank en Adalind, maar Nick en Hank worden opgeroepen wegens een dubbele moord. Nick krijgt door dat Hank betoverd is door Adalind. Hank ligt in een mentale coma en om hem eruit te halen moet de Hexenbiest in Adalind gedood worden met het bloed van een Grimm. Openingsquote: "Forgive me for the evil I have done you; my mother drove me to it; it was done against my will." |    |                           |                 |                                                  |                  |
| 18 | 18 | Cat and Mouse             | Felix Alcala    | Jose Molina                                      | 20 april 2012    |
| Monroe en Rosalee helpen een man met een schotwonde onderduiken. De moordenaar die achter hem aanzit onthult dat hij voor de zeven koningshuizen werkt en dat de achtervolgde een verzetsstrijder is. Nick krijgt het ultimatum hem over te dragen om willekeurige moorden te voorkomen en helpt hem ontsnappen. Openingsquote: "Perhaps some accident has befallen him,' said the king, and the next day he sent out two more huntsmen who were to search for him." |    |                           |                 |                                                  |                  |
| 19 | 19 | Leave It to Beavers       | Holly Dale      | Nevin Densham                                    | 27 april 2012    |
| Een Eisbiber genaamd Arnold ziet een Hässenliche een andere Eisbiber genaamd Robert vermoorden. Juliette stelt aan Nick voor om Monroe uit te nodigen voor een etentje. Nick is hier niet echt voor want hij weet geen gespreksstof, behalve Wesen. Openingsquote: "Wait!' the troll said, jumping in front of him. 'This is my toll bridge. You have to pay a penny to cross." |    |                           |                 |                                                  |                  |
| 20 | 20 | Happily Ever Aftermath    | Terrence O'Hara | David Greenwalt & Jim Kouf                       | 4 mei 2012       |
| Een rijke oude vrouw wordt vermoord met een ultrasoon geluid nadat haar schoonzoon financiële steun kwam zoeken. Openingsquote: "And they lived happily ever after." |    |                           |                 |                                                  |                  |
| 21 | 21 | Big Feet                  | Omar Madha      | Alan DiFiore & Dan E. Fesman                     | 11 mei 2012      |
| Als twee mannen worden verscheurd doen geruchten de ronde dat bigfoot de dader is. Als Monroe de vermoedelijke dader opvangt leidt het spoor naar een psychiater. Openingsquote: "He stripped off his skin and tossed it into the fire and he was in human form again." |    |                           |                 |                                                  |                  |
| 22 | 22 | Woman in Black            | Norberto Barba  | David Greenwalt & Jim Kouf                       | 18 mei 2012      |
| De man die Nicks ouders vermoordde valt zijn baas aan en komt ook achter hem en Hank aan. Een mysterieuze in het zwart geklede vrouw helpt hem. Intussen wordt Juliette gekrabd door Adalinds kat waardoor Nick gedwongen is haar de waarheid te vertellen. Openingsquote: "It shall not be death, but a sleep of a hundred years, into which the princess shall fall." |    |                           |                 |                                                  |                  |

## Seizoen 2 (2012-2013)
| Nr. | #  | Titel                    | Regie            | Script                                  | Datum uitzending  |
| --- | -- | ------------------------ | ---------------- | --------------------------------------- | ----------------- |
| 23 | 1  | Bad Teeth                | Norberto Barba   | Jim Kouf en David Greenwalt             | 13 augustus 2012  |
| Nicks doodgewaande moeder is teruggekomen en redt zijn leven. Juliette ligt nog steeds in een coma door de spreuk die Adalind heeft gebruikt. Ondertussen werken Monroe en Rosalee zo snel als ze kunnen om een tegengif te vinden dat haar wakker maakt. Nick werkt aan een moord van een man in de haven, waarbij Nicks moeder denkt dat zij hem kan helpen. Als een Wesen twee FBI-agenten aanvalt die aan de zaak werken, lokt hij Nick in de val. Openingsquote: "The blood-dimmed tide is loosed, and everywhere the ceremony of innocence is drowned." |    |                          |                  |                                         |                   |
| 24 | 2  | The Kiss                 | Terrence O'Hara  | Jim Kouf & David Greenwalt              | 20 augustus 2012  |
| Nicks moeder doodt de Wesen uit de vorige aflevering. Vervolgens krijgt Nick de zaak toegewezen van de twee gedode FBI-agenten. Catherine Schade, Adalinds moeder, plaatst een vreemde bestelling in Rosalees kruidenwinkel om een zuiveringsdrankje te maken om Juliette te kunnen wekken. Sean kust Juliette wakker en Juliette heeft geheugenverlies en herkent Nick niet meer. Openingsquote: "If a man of pure heart were to fall in love with her, that would bring her back to life." |    |                          |                  |                                         |                   |
| 25 | 3  | Bad Moon Rising          | David Solomon    | Richard Hatem                           | 27 augustus 2012  |
| Een oude vriend van Hank vraagt zijn hulp wanneer zijn dochter wordt vermist. De schoonfamilie van de vriend heeft haar gekidnapt voor een paringsritueel. Juliettes geheugenverlies blijkt alleen invloed te hebben over de herinneringen die ze van Nick heeft. Hank komt achter het geheim van zijn oude vriend, en achter Nicks geheim dat hij een Grimm is. Juliette wordt ontslagen uit het ziekenhuis, maar herinnert zich Nick nog steeds niet. Openingsquote: "Then she began to weep bitterly, and said, 'What can a poor girl like me do now?" |    |                          |                  |                                         |                   |
| 26 | 4  | Quill                    | David Straiton   | David Simkins                           | 3 september 2012  |
| Tijdens het onderzoek naar een ongeluk ontdekt Nick een Wesen-ziekte die zich snel verspreidt. Na het doden van een Reinigen, denkt Nick dat er meer aan de hand is doordat het monster er anders uitzag. Na de boeken te hebben bestudeerd in zijn caravan komt Nick erachter dat het om de "Gele Pest" gaat. Deze ziekte heeft alleen effect op Wesen. Monroe en Rosalee gaan op een date, maar komen een Wesen tegen die de gele pest heeft. Ondertussen krijgt Renard bericht dat er een gevaarlijke voortvluchtige in Portland is - en hij is op zoek naar Nick. Openingsquote: "Death stood behind him and said: 'Follow me, the hour of your departure from this world has come."                                                                      |    |                          |                  |                                         |                   |
| 27 | 5  | the Good Sheppard        | Steven DePaul    | Dan E. Fesman                           | 28 september 2012 |
| Wanneer er geld wordt gestolen van een bankrekening van een Wesen-kerk gaan Nick en Hank op onderzoek uit. Ze ondervragen de leden van de kerk en vragen naar verdachten en rare activiteiten. Iemand zit achter Nick aan voor de sleutel die hij van zijn tante Marie heeft gehad. Openingsquote: "Dressed in the skin, the Wolf strolled into the pasture with the Sheep. Soon a little Lamb was following him about and was quickly led away to slaughter." |    |                          |                  |                                         |                   |
| 28 | 6  | Over My Dead Body        | Rob Bailey       | Spiro Skentzos                          | 5 oktober 2012    |
| Angelina is weer terug in Portland en heeft slecht nieuws. Ze is ingehuurd om Monroe te vermoorden en als ze dat doet krijgt ze $25.000. Als ze het niet doet wordt zij vermoord en zal iemand anders worden ingehuurd. Nick vraagt aan Hank of hij Monroe wil beschermen. Openingsquote: "Whilst he thus gazed before him, he saw a snake creep out of a corner of the vault and approach the dead body." |    |                          |                  |                                         |                   |
| 29 | 7  | The Bottle Imp           | Darnell Martin   | Alan DiFiore                            | 12 oktober 2012   |
| Nick en Hank doen onderzoek naar een labiel uitziende man die met zijn dochter op de vlucht is. Monroe komt erachter dat op de winkel van Rosalee passen moeilijker is dan hij dacht. Ondertussen belt Adalind met Renard en vraagt wie haar moeder heeft vermoord. Renard vraagt haar waar ze is, waarop ze zegt dat ze op een plek is waar hij haar niet zal vinden. Renard stelt voor dat ze terug naar Portland komt vanwege de huidige gebeurtenissen. Openingsquote: "'Let me out, let me out,' the spirit cried. And the boy, thinking no evil, drew the cork out of the bottle." |    |                          |                  |                                         |                   |
| 30 | 8  | On The Other Side        | Eric Laneuville  | William Bigelow                         | 19 oktober 2012   |
| Nick en Hank onderzoeken een competitie op een school die snel een dodelijke draai krijgt wanneer een jongen wordt vermoord. Ondertussen wordt Renard geconfronteerd met een zeer onverwachte bijwerking van het zuiveringsdrankje, dat hij nam om Juliette te wekken. Sinds hij Juliette wakker heeft gekust uit haar coma heeft hij gevoelens voor haar. Monroe vertelt hem dat zijn obsessie steeds erger wordt als hij er niks aan doet. Ondertussen wordt Adalinds huidige locatie onthuld. Openingsquote: "I thought of making myself a beautiful marionette. It must be wonderful, one that can dance, fence and turn somersaults." |    |                          |                  |                                         |                   |
| 31 | 9  | La Llorona               | Holly Dale       | Akela Cooper                            | 26 oktober 2012   |
| Vanwege een serie van verschrikkelijke kindermoorden en -ontvoeringen werken Nick en Hank samen met Valentina Espinosa, een mysterieuze detective, en Juliette, als Spaans vertaler. Hoe verder de zaak vordert, hoe meer hij denkt dat het patroon van de zaak wel veel lijkt op dat van het Mexicaanse horrorverhaal La Llorona. Openingsquote: "On many a dark night people would see her walking along the riverbank and crying for her children." |    |                          |                  |                                         |                   |
| 32 | 10 | the Hour Of Death        | Peter Werner     | Sean Calder                             | 2 november 2012   |
| Wanneer er een brute moord wordt gepleegd en deze online wordt gezet, is de Wesen-populatie in Portland in paniek. Wanneer Nicks onderzoek vordert, komt hij erachter dat het achtergelaten brandmerk hetzelfde is als dat van een specifieke lijn van brute Grimms. Is er nog een Grimm in Portland? Of heeft Nick te maken met een sadistische copycat? Ondertussen neem Renard het op zich om Juliette te helpen met haar huidige situatie. Openingsquote: "And branded upon the beast, the mark of his kin. For none shall live whom they have seen." (Bron: Het fictieve werk Albtraume für Wesen Kinder, in het Nederlands Nachtmerries voor Wesen-kinderen)                                                                                            |    |                          |                  |                                         |                   |
| 33 | 11 | To Protect and Serve Man | Omar Madha       | Dan E. Fesman                           | 9 november 2012   |
| Hank denkt aan een arrestatie die hij vroeger heeft gemaakt, waarbij de man zwoer dat het zelfverdediging was tegen een monster. Met de aanstaande executie van de man en Hanks nieuwe inzichten met dank aan Nick, vraagt hij zich af of het absurde verhaal van de man waar zou kunnen zijn en ze gaan op onderzoek uit om de man te redden. Openingsquote: "The beast was simply the Call of the Wild personified... which some natures hear to their own destruction." |    |                          |                  |                                         |                   |
| 34 | 12 | Season of the Hexenbiest | Karen Gaviola    | Jim Kouf en David Greenwalt             | 16 november 2012  |
| Adalind is terug in Portland en wil wraak. Juliette heeft ruzie met Nick als Monroe hem vertelt wat hij in de kruidenwinkel zag. Hank wordt in elkaar geslagen. Nick en Monroe hebben een confrontatie met het Verrat. Sean vindt de caravan van Nick. Openingsquote: "Oh! There is a terrible witch in that house who spewed her poison over me and scratched me with her long fingernails." |    |                          |                  |                                         |                   |
| 35 | 13 | Face Off                 | Terrence O'Hara  | Jim Kouf en David Greenwalt             | 8 maart 2013      |
| Sean zoekt en vindt Nicks sleutel en Nick onderzoekt een viervoudige moord. Nick komt erachter met wie Juliette vreemdgaat. Intussen wordt de relatie tussen die persoon en Juliette van obsessieve aard en jaagt Juliette hem weg door in het rond te schieten. Rosalee komt terug van haar oma en vindt met Nick en Monroe uit wat er aan de hand is met Juliette en vindt er een oplossing voor. Sean vertelt Nick de waarheid. Openingsquote: "The will to conquer is the first condition of victory." |    |                          |                  |                                         |                   |
| 36 | 14 | Natural Born Wesen       | Michael Watkins  | Thomas Ian Griffith en Mary Page Keller | 15 maart 2013     |
| Er wordt een oplossing gevonden voor de obsessieve relatie tussen Juliette en Sean Renard. Intussen overvallen een Skalengeck en twee Blutbaden een bank terwijl hun menselijke gedaante in dat van een Wesen is veranderd, waarmee ze de erecode (Gesetzbuch Ehrenkodex) hebben overtreden. Rosalee is genoodzaakt de Wesenraad in te schakelen. Een van de overvallers wordt door de andere twee vermoord. De Wesenraad schakelt iemand in om de overige overvallers te doden. Haar geheugen speelt Juliette parten. Openingsquote: "So the animals debated how they might drive the robbers out, and at last settled on an idea." |    |                          |                  |                                         |                   |
| 37 | 15 | Mr. Sandman              | Norberto Barba   | Alan DiFiore                            | 22 maart 2013     |
| Een Wesen die zijn slachtoffers blind kan maken richt zich op personen die veel verdriet hebben. Doordat Nick ook verblind raakt bij een poging hem te arresteren, verbetert zijn gehoor. Het geheugen van Juliette begint terug te komen in de vorm van schimmen en Rosalee probeert haar te helpen. Juliette herkent Nick in de schimmen. Openingsquote: "Now we've got eyes - eyes - a beautiful pair of children's eyes," he whispered." |    |                          |                  |                                         |                   |
| 38 | 16 | Nameless                 | Charles Haid     | Akela Cooper                            | 29 maart 2013     |
| Nick en Hank hebben hun handen vol aan de moord op ontwikkelaar Brody van een videogamebedrijf, terwijl het slachtoffer zich met collega Jenna afzondert op het feest ter ere van de lancering van het nieuwste spel. De dader gaat door met moorden totdat zijn naam geraden wordt. Tijdens het bezoek van Sebastien aan Sean gaat er een bom af bij het restaurant waar ze eten. De bom is geplaatst door iemand die voor de Koninklijke Familie werkt. Monroe en Rosalee helpen Juliette met de schimmen die ze ziet. Openingsquote: "Then he seized his left foot with both hands in such a fury that he split in two." |    |                          |                  |                                         |                   |
| 39 | 17 | One Angry Fuchsbau       | Terrence O'Hara  | Richard Hatem                           | 5 april 2013      |
| Monroe neemt Juliette mee naar de caravan om haar te helpen met haar geheugen, maar het werkt te goed en haar herinneringen komen tegelijk terug. Adalind is weer terug in Europa bij prins Eric. Rosalee zit in de jury bij een rechtszaak tegen een man die zijn vrouw van het balkon heeft geduwd. Zijn advocaat is echter Wesen en probeert de jury te beïnvloeden. Openingsquote: "He sang a sweet song in tones so full and soft that no human ear could resist them, nor fathom their origin..." |    |                          |                  |                                         |                   |
| 40 | 18 | Volcanalis               | David Grossman   | Jim Kouf en David Greenwalt             | 26 april 2013     |
| Hank gaat met vakantie. Juliette ziet Nick overal, zelfs in haar auto, waardoor ze een eenzijdig auto-ongeluk krijgt. Juliette krijgt er genoeg van en zegt Nick dat ze hem niet meer wil zien. Nick krijgt een nieuwe zaak waarbij een geologe wordt vermoord door verhitting van binnenuit. Het blijkt dat ze eerder aangevallen is toen ze stenen meenam van een fumarole bij Mount Hood. Adalind gaat met Frau Pech naar Stefania Vaduva Popescu, de koningin van de roma, om te bepalen hoeveel haar baby waard is. Juliette focust zich op één herinnering tegelijk. Openingsquote: "The demon came home, and he declared that the air was not clear. 'I smell the flesh of man."                                                                       |    |                          |                  |                                         |                   |
| 41 | 19 | Endangered               | David Straiton   | Spiro Skentzos                          | 30 april 2013     |
| Een man vind gemutileerde koeien in een weiland en wordt per ongeluk gedood door een wezen met een blauwe lichtgevende huid. Nick en Wu onderzoeken de zaak, die de aandacht trekt van een alienjager. Er wordt meer bekend over de geschiedenis van de sleutels van de Grimms. Bij Juliette komen herinneringen terug van de avond waarop ze door de kat werd gekrabd en in een coma belandde. Openingsquote: "They'll kill you, and I'll be here in the woods all alone and abandoned." |    |                          |                  |                                         |                   |
| 42 | 20 | Kiss of the Muse         | Tawnia McKiernan | Sean Calder                             | 7 mei 2013        |
| Hank komt terug van vakantie met een gescheurde achillespees. Een auteur wordt doodgeschoten door de ex-vriend van zijn vriendin. De vrouw heeft geeft Nick een betoverde kus en Nick gaat obsessief gedrag vertonen. Openingsquote: "Tell me O'Muse, from whatsoever source you may know them." |    |                          |                  |                                         |                   |
| 43 | 21 | The Waking Dead          | Steven DePaul    | Jim Kouf en David Greenwalt             | 14 mei 2013       |
| Een onbekend middel leidt ertoe dat mensen zombieachtig gedrag vertonen. Bud, Rosalee en Monroe laten aan Juliette zien wat 'wogen' is. Seans halfbroer Eric komt naar Portland. Openingsquote: "Papa Ghede is a handsom fellow in his hat and coat of black. Papa Ghede is going to the palace! He'll eat and drink when he gets back!" |    |                          |                  |                                         |                   |
| 44 | 22 | Goodnight, Sweet Grimm   | Norberto Barba   | Jim Kouf en David Greenwalt             | 21 mei 2013       |
| Een gewelddadige misdaadgolf van mensen in zombiestaat vindt plaats in Portland. Nick wordt door een van hen aangevallen en slaat de man bewusteloos. De man wordt naar de kruidenierswinkel gebracht voor behandeling. Sean heeft een ontmoeting met Eric. In Wenen doet Frau Pech zich voor als Adalind, maar ze wordt gedood door Stefania. Nick deduceert dat slachtoffers in zombiestaat worden vastgehouden in de haven en gaat daarheen met Monroe, Rosalee en Juliette die een tegengif hebben, waar ze worden aangevallen door een grote groep. Nick raakt gescheiden van de rest bij het achtervolgen van Baron Samedi en krijgt het hetzelfde middel toegediend als de slachtoffers. Openingsquote: "And flights of angels sing thee to thy rest." |    |                          |                  |                                         |                   |

## Seizoen 3 (2013-2014)
| Nr. | #  | Titel                             | Regie                 | Script                                         | Datum uitzending |
| --- | -- | --------------------------------- | --------------------- | ---------------------------------------------- | ---------------- |
| 45 | 1  | The Ungrateful Dead               | Norberto Barba        | Jim Kouf en David Greenwalt                    | 25 oktober 2013  |
| Monroe, Rosalee en Juliette worden belaagd door mensen in zombieachtige staat. Hank en zijn collega's schieten te hulp. Ondertussen ontdekt Sean Renard dat zijn halfbroer Nick wil ontvoeren naar Europa in zijn privejet. Het toestel stort neer en Nick ontsnapt als zombie. In Wenen ondergaat Adalind een ritueel om weer een Hexenbiest te worden. Openingsquote: "But if I stand at the sick person's feet, he is mine."                                                             |    |                                   |                       |                                                |                  |
| 46 | 2  | PTZD                              | Eric Laneuville       | Jim Kouf en David Greenwalt                    | 1 november 2013  |
| Monroe, Hank, Rosalee en Juliette proberen Nick op te sporen en te voorkomen dat hij te veel schade aanricht. Een persoon overlijdt in een bargevecht en Sean, Rosalee en Juliette worden ondervraagd. Adalind gaat verder met het ritueel om weer een Hexenbiest te worden. Het middel dat Nick werd toegediend blijkt bijwerkingen te hebben. Meisner vermoordt Eric Renard. Openingsquote: "It is not more surprising to be born twice than once; everything in nature is resurrection." |    |                                   |                       |                                                |                  |
| 47 | 3  | A Dish Best Served Cold           | Karen Gaviola         | Rob Wright                                     | 8 november 2013  |
| Een moordende restaurateur brengt een eeuwenoude vete naar de oppervlakte. Als Sebastien op zoek is naar Frau Pech, komt hij uit bij Adalind. Nick en Juliette gaan samenwonen. Openingsquote: "'Tis Death's Park, where he breeds life to feed him. Cries of pain are music for his banquet." |    |                                   |                       |                                                |                  |
| 48 | 4  | One Night Stand                   | Steven DePaul         | Sean Calder                                    | 15 november 2013 |
| Openingsquote: "More and more she grew to love human beings and wished that she could leave the sea and live among them." |    |                                   |                       |                                                |                  |
| 49 | 5  | El Cucuy                          | John Behring          | Michael Golamco                                | 29 november 2013 |
| Openingsquote: "Duérmete niño, duérmete ya... Que viene el Coco y te comerá." ("Sleep child, sleep now... Or else the Bogeyman will come and eat you.") |    |                                   |                       |                                                |                  |
| 50 | 6  | Stories We Tell Our Young         | Aaron Lipstadt        | Michael Duggan                                 | 6 december 2019  |
| Openingsquote: "We don't believe, we only fear." |    |                                   |                       |                                                |                  |
| 51 | 7  | Cold Blooded                      | Terrence O'Hara       | Thomas Ian Griffith                            | 13 december 2013 |
| Openingsquote: "But for the pit confounders, let them go, and find as little mercy as they show!" |    |                                   |                       |                                                |                  |
| 52 | 8  | Twelve Days Of Krampus            | Tawnia McKiernan      | Dan E. Fesman                                  | 13 december 2013 |
| Openingsquote: "O Christmas Tree, O Christmas Tree, How steadfast are your branches..." |    |                                   |                       |                                                |                  |
| 53 | 9  | Red Menace                        | Allan Kroeker         | Alan DiFiore                                   | 3 januari 2014   |
| Openingsquote: "To kill Koschei the Deathless, first you must find his soul, which is hidden in an egg, in a duck in a lead chest buried beneath an oak tree." |    |                                   |                       |                                                |                  |
| 54 | 10 | Eyes of the Beholder              | Peter Werner          | Thomas Ian Griffith                            | 10 januari 2014  |
| Openingsquote: "I am glad 'tis night, you do not look on me, for I am much ashamed of my exchange." |    |                                   |                       |                                                |                  |
| 55 | 11 | The Good Soldier                  | Rashaad Ernesto Green | Rob Wright                                     | 17 januari 2014  |
| Openingsquote: "Eye for eye, tooth for tooth, hand for hand, foot for foot." |    |                                   |                       |                                                |                  |
| 56 | 12 | The Wild Hunt                     | Rob Bailey            | Jim Kouf en David Greenwalt                    | 24 januari 2014  |
| Openingsquote: "Come back in the evening, I'll have the door locked to keep out the wild huntsmen." |    |                                   |                       |                                                |                  |
| 57 | 13 | Revelation                        | Terrence O'Hara       | Jim Kouf en David Greenwalt                    | 28 februari 2014 |
| Openingsquote: "Still, after a short time the family's distress again worsened, and there was no relief anywhere in sight." |    |                                   |                       |                                                |                  |
| 58 | 14 | Mommy Dearest                     | Norberto Barba        | Brenna Kouf                                    | 7 maart 2014     |
| Openingsquote: "I am going off to a house and entering it like a snake... I will devour their babes and make their hearts ache." |    |                                   |                       |                                                |                  |
| 59 | 15 | Once We Were Gods                 | Steven DePaul         | Alan DiFiore                                   | 14 maart 2014    |
| Openingsquote: "You shall not become corrupt, you shall not become putrid, you shall not become worms." |    |                                   |                       |                                                |                  |
| 60 | 16 | The Show Must Go On               | Paul A. Kaufman       | Marc Gaffen en Kyle McVey                      | 21 maart 2014    |
| Openingsquote: "Under such conditions, whatever is evil in men's natures comes to the front." |    |                                   |                       |                                                |                  |
| 61 | 17 | Synchronicity                     | David Solomon         | Michael Golamco en Michael Duggan              | 4 april 2014     |
| Openingsquote: "In all chaos there is a cosmos, in all disorder a secret order." |    |                                   |                       |                                                |                  |
| 62 | 18 | The Law of Sacrifice              | Terrence O'Hara       | Michael Golamco en Michael Duggan              | 11 april 2014    |
| Openingsquote: "The Queen was terrified and offered the little man all the riches of the kingdom, if only he would leave the newborn child alone." |    |                                   |                       |                                                |                  |
| 63 | 19 | Nobody Knows the Trubel I've Seen | Norberto Barba        | Jim Kouf en David Greenwalt                    | 25 april 2014    |
| Openingsquote: "Nobody knows the trouble I've seen, nobody knows my sorrow." |    |                                   |                       |                                                |                  |
| 64 | 20 | My Fair Wesen                     | Clark Mathis          | Thomas Ian Griffith, Rob Wright en Sean Calder | 2 mei 2014       |
| Openingsquote: "No longer a dark, gray bird, ugly and disagreeable to look at, but a graceful and beautiful swan." |    |                                   |                       |                                                |                  |
| 65 | 21 | The Inheritance                   | Eric Laneuville       | Dan E. Fesman                                  | 9 mei 2014       |
| Openingsquote: "'No,' said the King. 'I had rather die than place you in such great danger as you must meet with in your journey.'" |    |                                   |                       |                                                |                  |
| 66 | 22 | Blond Ambition                    | Norberto Barba        | Jim Kouf en David Greenwalt                    | 16 mei 2014      |
| Openingsquote: "Turn back, turn back, thou pretty bride, within this house thou must not abide. For here do evil things betide." |    |                                   |                       |                                                |                  |

## Seizoen 4 (2014-2015)
| Nr. | #  | Titel                         | Regie              | Script                         | Datum uitzending |
| --- | -- | ----------------------------- | ------------------ | ------------------------------ | ---------------- |
| 67 | 1  | Thanks for the Memories       | Norberto Barba     | Jim Kouf en David Greenwalt    | 24 oktober 2014  |
| Openingsquote: "Knowledge is Power." |    |                               |                    |                                |                  |
| 68 | 2  | Octopus Head                  | Terrence O'Hara    | Jim Kouf en David Greenwalt    | 31 oktober 2014  |
| Openingsquote: "A Man's real possession is his memory. In nothing else is he rich, In nothing else is he poor." |    |                               |                    |                                |                  |
| 69 | 3  | Last Fight                    | Paul Kaufman       | Thomas Ian Griffith            | 7 november 2014  |
| Openingsquote: "Stars, hide your fires; let not light see my black and deep desires." |    |                               |                    |                                |                  |
| 70 | 4  | Dyin' on a Prayer             | Tawnia McKiernan   | Sean Calder                    | 14 november 2014 |
| Openingsquote: "Oh, remember that you fashioned me out from clay! Will you then bring me down to dust?" |    |                               |                    |                                |                  |
| 71 | 5  | Cry Luison                    | Eric Laneuville    | Michael Golamco                | 21 november 2014 |
| Openingsquote: "A liar will not be believed, even when he speaks the truth." |    |                               |                    |                                |                  |
| 72 | 6  | Highway of Tears              | John Behring       | Alan DiFiore                   | 28 november 2014 |
| Openingsquote: "There is no mercy in you. You cut off the heads of men and women and these you wear as a garland around your neck." |    |                               |                    |                                |                  |
| 73 | 7  | The Grimm Who Stole Christmas | John Gray          | Dan E. Fesman                  | 5 december 2014  |
| Openingsquote: "I have but to swallow this, and be for the rest of my days persecuted by a legion of goblins, all of my own creation. Humbug, I tell you; humbug!"                                                                                           |    |                               |                    |                                |                  |
| 74 | 8  | Chupacabra                    | Aaron Lipstadt     | Brenna Kouf                    | 12 december 2014 |
| Openingsquote: "Cuide su rebaño, nunca deje su lado. Cuide su sangre, el Chupacabra tiene hambre." ("Take care of your flock, never leave their side. Watch your blood, for the Chupacabra is hungry.")                                                      |    |                               |                    |                                |                  |
| 75 | 9  | Wesenrein                     | Hanelle Culpepper  | Thomas Ian Griffith            | 16 januari 2015  |
| Openingsquote: "He had them brought before the court, and a judgment was handed down." |    |                               |                    |                                |                  |
| 76 | 10 | Tribunal                      | Peter Werner       | Jim Kouf en David Greenwalt    | 23 januari 2015  |
| Openingsquote: "May the God of Vengeance now yield me His place to punish the wicked." |    |                               |                    |                                |                  |
| 77 | 11 | Death Do Us                   | Constantine Makris | Jeff Miller                    | 30 januari 2015  |
| Nadat een spokenjager in een verlaten huis wordt geëlektrocuteerd, maken Nick en Hank jacht op een elektrische palingachtige Wesen. Openingsquote: "He felt now that he was not simply close to her, but that he did not know where he ended and she began." |    |                               |                    |                                |                  |
| 78 | 12 | Maréchaussée                  | Eric Laneuville    | Jim Kouf en David Greenwalt    | 6 februari 2015  |
| Openingsquote: "Everyone sees what you appear to be, few experience what you really are." |    |                               |                    |                                |                  |
| 79 | 13 | Trial by Fire                 | Norberto Barba     | Sean Calder                    | 13 februari 2015 |
| Openingsquote: "And glory like the phoenix midst her fires, Exhales her odours, blazes, and expires." |    |                               |                    |                                |                  |
| 80 | 14 | Bad Luck                      | Terrence O'Hara    | Thomas Ian Griffith            | 20 maart 2015    |
| Openingsquote: "No one is so thoroughly superstitious as the godless man." |    |                               |                    |                                |                  |
| 81 | 15 | Double Date                   | Karen Gaviola      | Brenna Kouf                    | 27 maart 2015    |
| Openingsquote: "One could have called that shape a woman or a boy: for it seemed neither and seemed both." |    |                               |                    |                                |                  |
| 82 | 16 | Heartbreaker                  | Rob Bailey         | Dan E. Fesman                  | 3 april 2015     |
| Openingsquote: "How the silly frog does talk! He can be no companion to any human being!" |    |                               |                    |                                |                  |
| 83 | 17 | Hibernaculum                  | John Behring       | Michael Golamco                | 10 april 2015    |
| Openingsquote: "Ah! It was colder than ice; it penetrated to his very heart." |    |                               |                    |                                |                  |
| 84 | 18 | Mishipeshu                    | Omar Madha         | Alan DiFiore                   | 17 april 2015    |
| Openingsquote: "The Spirit you seek in the water is only a reflection of yourself." |    |                               |                    |                                |                  |
| 85 | 19 | Iron Hans                     | Bátan Silva        | Jim Kouf en David Greenwalt    | 24 april 2015    |
| Openingsquote: "He had killed man, the noblest game of all, and he had killed in the face of the law of club and fang." |    |                               |                    |                                |                  |
| 86 | 20 | You Don't Know Jack           | Terrence O'Hara    | Sean Calder en Michael Golamco | 1 mei 2015       |
| Openingsquote: "Catch me when you can..." |    |                               |                    |                                |                  |
| 87 | 21 | Headache                      | Jim Kouf           | Jim Kouf en David Greenwalt    | 8 mei 2015       |
| Openingsquote: "Stronger than lover's love is lover's hate. Incurable, in each, the wounds they make." |    |                               |                    |                                |                  |
| 88 | 22 | Cry Havoc                     | Norberto Barba     | Thomas Ian Griffith            | 15 mei 2015      |
| Openingsquote: "O, from this time forth, my thoughts be bloody or be nothing worth." |    |                               |                    |                                |                  |

## Seizoen 5 (2015-2016)
| Nr. | #  | Titel                        | Regie             | Script                      | Datum uitzending |
| --- | -- | ---------------------------- | ----------------- | --------------------------- | ---------------- |
| 89 | 1  | The Grimm Identity           | Eric Laneuville   | Jim Kouf en David Greenwalt | 30 oktober 2015  |
| Openingsquote: "It is not light that we need, but fire." |    |                              |                   |                             |                  |
| 90 | 2  | Clear and Wesen Danger       | Norberto Barba    | Thomas Ian Griffith         | 6 november 2015  |
| Openingsquote: "Cherish those who seek the truth but beware of those who find it." |    |                              |                   |                             |                  |
| 91 | 3  | Lost Boys                    | Aaron Lipstadt    | Sean Calder                 | 13 november 2015 |
| Openingsquote: "I think I had a mother once." |    |                              |                   |                             |                  |
| 92 | 4  | Maiden Quest                 | Hanelle Culpepper | Brenna Kouf                 | 20 november 2015 |
| Een maffiabaas laat drie vrijgezellen die met zijn dochter willen trouwen het vuile werk voor hem opknappen. Openingsquote: "After three days and nights, whoever tries and does not succeed shall be put to death" |    |                              |                   |                             |                  |
| 93 | 5  | The Rat King                 | David Solomon     | Jeff Miller                 | 4 december 2015  |
| Twee katachtige Wesen worden vermoord teruggevonden op een vuilnisbelt. Trubel duikt gewond op en wordt opgenomen in het ziekenhuis. Openingsquote: "Rats! They fought the dogs, and killed the cats..."            |    |                              |                   |                             |                  |
| 94 | 6  | Wesen Nacht                  | Darnell Martin    | Jim Kouf en David Greenwalt | 11 december 2015 |
| Openingsquote: "Awake, arise, or be forever fall'n" |    |                              |                   |                             |                  |
| 95 | 7  | Eve of Destruction           | John Behring      | Thomas Ian Griffith         | 29 januari 2016  |
| Openingsquote: "I have been bent and broken, but, I hope, into a better shape" |    |                              |                   |                             |                  |
| 96 | 8  | A Reptile Dysfunction        | David Straiton    | Michael Golamco             | 5 februari 2016  |
| Openingsquote: "A sucker is born every minute." |    |                              |                   |                             |                  |
| 97 | 9  | Star-Crossed                 | Carlos Avila      | Sean Calder                 | 12 februari 2016 |
| Openingsquote: "Only you shall not eat the blood; you shall pour it out on the earth like water." |    |                              |                   |                             |                  |
| 98 | 10 | Map of the Seven Knights     | Aaron Lipstadt    | Jim Kouf                    | 19 februari 2016 |
| Openingsquote: "History is the nightmare from which I am trying to awake" |    |                              |                   |                             |                  |
| 99 | 11 | Key Move                     | Eric Laneuville   | Thomas Ian Griffith         | 4 maart 2016     |
| Openingsquote: "It is not down on any map; true places never are." |    |                              |                   |                             |                  |
| 100 | 12 | Into the Schwarzwald         | Norberto Barba    | Jim Kouf en David Greenwalt | 11 maart 2016    |
| Openingsquote: "What's past is prologue." |    |                              |                   |                             |                  |
| 101 | 13 | Silence of the Slams         | David Straiton    | Brenna Kouf                 | 18 maart 2016    |
| Openingsquote: "Give a man a mask and he will show you his true face." |    |                              |                   |                             |                  |
| 102 | 14 | Lycanthropia                 | Lee Rose          | Jeff Miller                 | 25 maart 2016    |
| Openingsquote: "The world is full of obvious things which nobody by chance ever observes" |    |                              |                   |                             |                  |
| 103 | 15 | Skin Deep                    | Karen Gaviola     | Michael Golamco             | 1 april 2016     |
| Openingsquote: "It is amazing how complete is the delusion that beauty is goodness." |    |                              |                   |                             |                  |
| 104 | 16 | The Believer                 | John Behring      | Jim Kouf en David Greenwalt | 8 april 2016     |
| Openingsquote: "We are each our own devil, and we make this world our hell." |    |                              |                   |                             |                  |
| 105 | 17 | Inugami                      | Sharat Raju       | Kyle McVey                  | 15 april 2016    |
| Openingsquote: "Revenge is the act of passion, vengeance is an act of justice." |    |                              |                   |                             |                  |
| 106 | 18 | Good to the Bone             | Peter Werner      | Martin Weiss                | 22 april 2016    |
| Openingsquote: "The evil that men do lives after them; The good is oft interred with their bones." |    |                              |                   |                             |                  |
| 107 | 19 | The Taming of the Wu         | Terrence O'Hara   | Brenna Kouf                 | 29 april 2016    |
| Openingsquote: "Nothing is so painful to the human mind as a great and sudden change." |    |                              |                   |                             |                  |
| 108 | 20 | Bad Night                    | Norberto Barba    | Sean Calder                 | 13 mei 2016      |
| Openingsquote: "We have to distrust each other. It is our only defense against betrayal." |    |                              |                   |                             |                  |
| 109 | 21 | Beginning of the End: Part 1 | David Greenwalt   | Jim Kouf en David Greenwalt | 20 mei 2016      |
| Openingsquote: "It is better to die on your feet than to live on your knees." |    |                              |                   |                             |                  |
| 110 | 22 | Beginning of the End: Part 2 | Norberto Barba    | Thomas Ian Griffith         | 20 mei 2016      |
| Openingsquote: "All the world is a will to power..." |    |                              |                   |                             |                  |

## Seizoen 6 (2017)
| Nr. | #  | Titel                      | Regie           | Script                                   | Datum uitzending |
| --- | -- | -------------------------- | --------------- | ---------------------------------------- | ---------------- |
| 111 | 1  | Fugitive                   | Aaron Lipstadt  | Jim Kouf en David Greenwalt              | 6 januari 2017   |
| Openingsquote: "Maybe this world is another planet's hell"                                                           |    |                            |                 |                                          |                  |
| 112 | 2  | Trust Me Knot              | John Gray       | Jim Kouf en David Greenwalt              | 13 januari 2017  |
| Openingsquote: "Man is not what he thinks he is, he is what he hides."                                               |    |                            |                 |                                          |                  |
| 113 | 3  | Oh Captain, My Captain     | David Giuntoli  | Thomas Ian Griffith                      | 20 januari 2017  |
| Openingsquote: "You will face yourself again in a moment of terror."                                                 |    |                            |                 |                                          |                  |
| 114 | 4  | El Cuegle                  | Carlos Avila    | Brenna Kouf                              | 27 januari 2017  |
| Openingsquote: "Foretold our fate, by the gods' decree, all heard and none believed the prophecy."                   |    |                            |                 |                                          |                  |
| 115 | 5  | The Seven Year Itch        | Lee Rose        | Jeff Miller                              | 3 februari 2017  |
| Openingsquote: "When something itches my dear sir, the natural tendency is to scratch."                              |    |                            |                 |                                          |                  |
| 116 | 6  | Breakfast in Bed           | Julie Herlocker | Kyle McVey                               | 10 februari 2017 |
| Openingsquote: "Sleep is good, death is better; but of course, the best thing would to have never been born at all." |    |                            |                 |                                          |                  |
| 117 | 7  | Blind Love                 | Aaron Lipstadt  | Sean Calder                              | 17 februari 2017 |
| Openingsquote: "Love looks not with the eyes, but with the mind, And therefore is winged Cupid painted blind."       |    |                            |                 |                                          |                  |
| 118 | 8  | The Son Also Rises         | Peter Werner    | Todd Milliner en Nick Peet               | 24 februari 2017 |
| Openingsquote: "No man chooses evil because it is evil; he only mistakes it for happiness."                          |    |                            |                 |                                          |                  |
| 119 | 9  | Tree People                | Jim Kouf        | Brenna Kouf                              | 3 maart 2017     |
| Openingsquote: "In the morning, glad, I see my foe outstretched beneath the tree."                                   |    |                            |                 |                                          |                  |
| 120 | 10 | Blood Magic                | Janice Cooke    | Thomas Ian Griffith                      | 10 maart 2017    |
| Openingsquote: "Nothing, they say, is more certain than death, and nothing more uncertain than the time of dying."   |    |                            |                 |                                          |                  |
| 121 | 11 | Where the Wild Things Were | Terrence O'Hara | Brenna Kouf                              | 17 maart 2017    |
| Openingsquote: "Hell is empty and all the devils are here."                                                          |    |                            |                 |                                          |                  |
| 122 | 12 | Zerstörer Shrugged         | Aaron Lipstadt  | Jim Kouf, David Greenwalt en Brenna Kouf | 24 maart 2017    |
| Openingsquote: "You shall break them with a rod."                                                                    |    |                            |                 |                                          |                  |
| 123 | 13 | The End                    | David Greenwalt | Jim Kouf en David Greenwalt              | 31 maart 2017    |
| Openingsquote: "Thy rod and thy staff they comfort me."                                                              |    |                            |                 |                                          |                  |

## Productie
De serie is gefilmd in Portland, Oregon.

## Ontvangst

### Kijkcijfers in de VS
Gemiddeld keken er in de Verenigde Staten 5-8 miljoen personen naar een aflevering.
| Seizoen | Afleveringen | Cijfers van Nielsen | Cijfers van Nielsen                     |
| Seizoen | Afleveringen | Plaats              | Gemiddeld aantal kijkers (in miljoenen) |
| ------- | ------------ | ------------------- | --------------------------------------- |
| 1       | 22           | 89                  | 6,359                                   |
| 2       | 22           | 60                  | 7,056                                   |
| 3       | 22           | 52                  | 7,965                                   |
| 4       | 22           | 79                  | 6,987                                   |
| 5       | 22           | 76                  | 5,972                                   |
| 6       | 13           | 70                  | 6,07                                    |

## Prijzen en nominaties
| Jaar | Prijs                 | Categorie                                                              | Genomineerden                                     | Nominatie of winst |
| ---- | --------------------- | ---------------------------------------------------------------------- | ------------------------------------------------- | ------------------ |
| 2012 | Primetime Emmy Awards | Outstanding Stunt Coordination                                         | Matt Taylor                                       | Genomineerd        |
| 2012 | HPA awards            | Outstanding Sound - Television                                         | Alan Decker, Nello Torri, Mark Lanza en Larry Man | Gewonnen           |
| 2012 | Saturn Award          | Best Network Television Series                                         | Grimm                                             | Genomineerd        |
| 2012 | Satellite Awards      | Best Television Series, Genre                                          | Grimm                                             | Genomineerd        |
| 2012 | People's Choice Award | Favorite New TV Drama                                                  | Grimm                                             | Genomineerd        |
| 2013 | People's Choice Award | Favorite Network TV Drama                                              | Grimm                                             | Genomineerd        |
| 2013 | Golden Reel Award     | Best Sound Editing - Short Form Sound Effects and Foley in Television  | Aflevering The Other Side                         | Genomineerd        |
| 2014 | Primetime Emmy Awards | Outstanding Stunt Coordination for a Drama Series, Miniseries or Movie | Matt Taylor                                       | Genomineerd        |
| 2014 | Satellite Awards      | Best Television Series, Genre                                          | Grimm                                             | Genomineerd        |
| 2015 | Saturn Award          | Best Network Television Series                                         | Grimm                                             | Genomineerd        |
| 2015 | Hugo Award            | Best Dramatic Presentation - Short Form                                | Aflevering Once We Were Gods                      | Genomineerd        |
| 2016 | Hugo Award            | Best Dramatic Presentation - Short Form                                | Aflevering Headache                               | Genomineerd        |
| 2018 | Saturn Award          | Best DVD/Blu-Ray Television Release                                    | Grimm: The Complete Collection                    | Genomineerd        |

## Trivia
- De fictieve Wesenraad is gevestigd in Nederland.